# Ehrenprofessor der Freien und Hansestadt Hamburg
Der Ehrentitel „Professor“ beziehungsweise Professorin kann seit 1947 vom Hamburger Senat an Personen verliehen werden, die sich anerkannt hervorragende Verdienste auf dem Gebiet der Wissenschaft und Kunst (einschließlich Musik) erworben haben.

## Titelträger (Beispiele)
Die Liste enthält keine Ehrenprofessuren, die von der Universität oder anderen Hamburger Hochschulen vergeben wurden.
- 1973: Ivo Hauptmann, Maler
- 1973: Hans Leip, Schriftsteller
- 1975: Ida Ehre, Schauspielerin
- 1981: Karl Joachim Schmidt-Tiedemann, Physiker
- 1982: Fritz Kempe, Fotograf
- 1986: Günter Jena, Chorleiter, Organist und Kirchenmusikdirektor
- 1987: Egon Monk, Schauspieler, Regisseur, Dramaturg und Autor
- 1989: Armin Sandig, Maler und Grafiker
- 1995: Peter von Zahn, Hörfunk- und Fernsehjournalist
- 1996: Volker Fintelmann, Facharzt für Innere Medizin
- 1999: Otto Gellert, Wirtschaftsprüfer, Steuer- und Unternehmensberater
- 1999: Loki Schmidt, Botanikerin, Natur- und Pflanzenschützerin
- 2000: Helmut Greve, Mäzen und Stifter (z. B. 1994 die „Stiftung für Wissenschaften, Entwicklung und Kultur, Helmut und Hannelore Greve“)[1]
- 2001: Jobst Plog, Intendant des NDR
- 2002: Peter Tamm, Journalist, Manager und Verleger
- 2003: Karl Hempel, Chirurg und Standespolitiker
- 2004: Wolfgang Sprekels, Präsident der Zahnärztekammer Hamburg
- 2005: Sieghard-Carsten Kampf, Ärztlicher Direktor des Marienkrankenhauses Hamburg
- 2006: Peter Schmidt, Designer
- 2007: Klaus-Michael Kühne, Unternehmer und Manager
- 2012: Frank Ulrich Montgomery, Präsident der Bundesärztekammer
- 2013: Rainer Groothuis, Buch- und Mediengestalter und „ein wichtiger Förderer der Kunst und Kultur in Hamburg“[2]
- 2013: Rainer Maas, Radiologe, für sein langjähriges Engagement für die Restaurierung von Baudenkmälern sowie seinen Einsatz für die Errichtung eines Medizinhistorischen Museums am Universitätsklinikum Hamburg-Eppendorf (UKE)[3]
- 2015: Rainer Moritz, Literaturwissenschaftler, seit 2005 Leiter des Literaturhauses Hamburg[4]
- 2015: Uwe Bernzen, Jurist, hat sich durch Arbeiten im Bereich des Verfassungs- und Verwaltungsrechts hervorgetan[5]
- 2017: Hartmut Heinrich, Geologe, Verdienste in der Klimaforschung (Entdeckung der Heinrich Events: Kollapse von kontinentalen Eisschilden)
- 2018: Michael Otto, Unternehmer, Engagement für Umweltschutz, Bildung, Sport, Kultur und Wissenschaft[6]
- 2018: Christoph Schoener, seit 1998 Kirchenmusikdirektor an der Hauptkirche St. Michaelis[7]
- 2019: Thomas W. Kraupe, seit 2000 Direktor des Planetariums Hamburg[8]
- 2019: Detlef Garbe, seit 1989 Leiter der KZ-Gedenkstätte Neuengamme[9]

## Frühere Titelträger
Bereits zu Zeiten des Kaiserreichs und der Weimarer Republik verlieh der Senat Ehrenprofessuren. Voraussetzungen und Regelungen dazu sind jedoch zurzeit nicht bekannt.
- 1890: Ascan Lutteroth, Maler[10]
- 1905: Dr. Paul Gerson Unna, Arzt[11]
- 1907: Max Fiedler, Musikausbilder am Konservatorium[12]
- 1907: Ferdinand Thierot, Komponist[13]
- 1908: Rudolf Dührkoop, Fotograf[14]
- 1911: Dr. med. … Waitz, Oberarzt des Vereins-Hospitals[15]
- 1912: Dr. phil. Aby Warburg, Privatgelehrter[16]
- 1913: Dr. Hermann Strebel, wissenschaftlicher Mitarbeiter am Naturhistorischen Museum[17]
- 1914: N. N., Musiklehrer, insbesondere am Vogtschen Konservatorium[18]
- 1916: Dr. Paul Franck, Oberlehrer in Buenos Aires[19]
- 1917: Dr.es med. Paul Aly und Otto Bieling, Ärzte[20]
- 1917: Dr. Hermann Behn, Musikwissenschaftler[21]
- 1917: Dr. … Dempwolff, Oberstabsarzt a. D.[22]
- 1917: Ernst Eitner, Kunstmaler[23]
- 1917: Dr.es Theodor Fahr, Karl Adalbert Hasebrock, Hugo Carl Plait, Albert Alsberg, Johann Hermann Rulemann Grisson, Hermann Georg Wilhelm Kellner, Siegfried Samuel Korach, Carl Joseph Gustav Alexander Oberg und Gregor Urban[24]
- 1917: Dr. Andreas Hugo Krüß, Entwickler der Präzisionsmechanik und Feinoptik[25]
- 1917: Dr. med. Johann Heinrich Mordtmann, Generalkonsul a. D., in Istanbul[26]
- 1918: Heinrich Brandes, Konzertmeister[27]
- 1918: Dr. Siegmund von Hausegger, Dirigent und Musikwissenschaftler[28]
- 1918: Julius Levin, Musiklehrer[29]
- 1918: Dr. Johann Adolf Repsold, Konstrukteur optischer Instrumente[30]
- 1918: Friedrich Schaper und Arthur Illies, Kunstmaler[31]
- 1919: José Eibenschütz, Konzertmeister[32][33]
- 1919: Arthur Illies und Arthur Siebelist, Kunstmaler[34]
- 1919: Rudolf Philipp, Komponist und Musikschriftsteller[35]
- 1921: Alphons Holst, Musiklehrer und Chordirigent[36]
- 1922: Dr. Carl Schrader, Reichsinspektor für die Seeschiffer- und Seesteuermannsprüfungen, Geheimer Oberregierungsrat[37]
- 1926: Vladimir Linde, Portrait- und Landschaftsmaler[38]